# چانتادا
چانتادا (به اسپانیایی: Chantada) یک دهستان در اسپانیا است که در استان لوگو واقع شده‌است. چانتادا ۱۷۶٫۷ کیلومتر مربع مساحت و ۸٬۴۹۳ نفر جمعیت دارد و ۳۶ متر بالاتر از سطح دریا واقع شده‌است.